# Vischa Liha de 2004–05
O Campeonato Ucraniano de Futebol de 2004–05 foi a 14.ª edição da divisão principal do futebol na Ucrânia. O campeão foi o Shakhtar Donetsk, que conquistou seu 2.º título na história da competição.